# BリーグU15チャンピオンシップ
BリーグU15チャンピオンシップ（英: B.LEAGUE U15 CHAMPIONSHIP）は、日本のプロバスケットボールリーグであるB.LEAGUEに所属するチームが運営するU15チームが参加する大会である。

## 歴代記録
| 回 | 年度 | 会場   | 優勝クラブ                                    | 準優勝クラブ               | 3位クラブ                |
| -- | ---- | ------ | --------------------------------------------- | -------------------------- | ------------------------ |
| 1  | 2017 | 東京都 | Fイーグルス名古屋U15 （初優勝）               | U15横浜ビー・コルセアーズ  | 栃木ブレックスU15        |
| 2  | 2018 | 東京都 | 栃木ブレックスU15 （初優勝）                  | U15横浜ビー・コルセアーズ  | アースフレンズ東京ZU15   |
| 3  | 2019 |        | 中止                                          | 中止                       | 中止                     |
| 4  | 2020 | 東京都 | 宇都宮ブレックス U15 （2回目）                | 横浜ビー・コルセアーズ U15 | アースフレンズ東京Z U15  |
| 5  | 2021 | 東京都 | 名古屋ダイヤモンドドルフィンズ U15 （初優勝） | 秋田ノーザンハピネッツ U15 | アースフレンズ東京Z U15  |
| 6  | 2022 | 東京都 | 名古屋ダイヤモンドドルフィンズ U15 （2回目）  | ライジングゼファー福岡 U15 | 福島ファイヤーボンズ U15 |